# Campionati norvegesi di sci alpino 1979
I Campionati norvegesi di sci alpino 1979 si svolsero a Hakadal e Narvik tra il 17 febbraio e il 17 marzo; furono assegnati i titoli di discesa libera, slalom gigante, slalom speciale e combinata, sia maschili sia femminili.

## Risultati

### Uomini

#### Discesa libera
| Pos. | Atleta         | Nazione  |
| ---- | -------------- | -------- |
| 1    | Erik Håker     | Norvegia |
| 2    | Jostein Masdal | Norvegia |
| 3    | Even Hole      | Norvegia |

Data: 17 marzo

Località: Narvik

#### Slalom gigante
| Pos. | Atleta        | Nazione  |
| ---- | ------------- | -------- |
| 1    | Odd Sørli     | Norvegia |
| 2    | Jarle Halsnes | Norvegia |
| 3    | Kjell Waløen  | Norvegia |

Data: 17 febbraio

Località: Hakadal

#### Slalom speciale
| Pos. | Atleta                | Nazione  |
| ---- | --------------------- | -------- |
| 1    | Knut Erik Johannessen | Norvegia |
| 2    | Jostein Masdal        | Norvegia |
| 3    | Jarle Halsnes         | Norvegia |

Data: 18 febbraio

Località: Hakadal

#### Combinata
| Pos. | Atleta         | Nazione  |
| ---- | -------------- | -------- |
| 1    | Jostein Masdal | Norvegia |
| 2    | Sjur Gautneb   | Norvegia |
| 3    | Nils Een       | Norvegia |

### Donne

#### Discesa libera
| Pos. | Atleta                | Nazione  |
| ---- | --------------------- | -------- |
| 1    | Hilde Oseid           | Norvegia |
| 2    | Anne Kristin Johansen | Norvegia |
| 3    | Ann-Kristin Fossli    | Norvegia |

Data: 17 marzo

Località: Narvik

#### Slalom gigante
| Pos. | Atleta             | Nazione  |
| ---- | ------------------ | -------- |
| 1    | Torill Fjeldstad   | Norvegia |
| 2    | Anne Dorte Carlson | Norvegia |
| 3    | Ann-Kristin Fossli | Norvegia |

Data: 17 febbraio

Località: Hakadal

#### Slalom speciale
| Pos. | Atleta             | Nazione  |
| ---- | ------------------ | -------- |
| 1    | Anne Dorte Carlson | Norvegia |
| 2    | Bente Dahlum       | Norvegia |
| 3    | Karine Hesle       | Norvegia |

Data: 18 febbraio

Località: Hakadal

#### Combinata
| Pos. | Atleta                | Nazione  |
| ---- | --------------------- | -------- |
| 1    | Anne Kristin Johansen | Norvegia |
| 2    | ?                     | ?        |
| 3    | ?                     | ?        |